# ションカ・デュクレ
ションカ・デュクレ（Shonka Dukureh， 1977年9月3日 - 2022年7月21日）は、アメリカ合衆国のゴスペルシンガー、女優。

## 人物
- 1977年9月3日、アメリカ合衆国ノースカロライナのシャーロットで生まれる
- フィスク大学で演劇の学士号を取得し、その後トレベッカ・ナザレン大学で教育学の博士号を取得した。
- 二児の母であり、2011年に離婚して以降は亡くなるまで独身であった。
- 映画エルヴィスでエルヴィス・プレスリーが歌ったことで有名になった「ハウンド・バッグ」を初めて歌ったビッグ・ママ・ソーントンを演じ映画デビュー。
- 2022年7月21日、テネシー州の自宅で死去した。